# Казальнуово-ді-Наполі
Казальнуово-ді-Наполі (італ. Casalnuovo di Napoli, сиц. Casalnovu di Nàpuli) — місто та муніципалітет в Італії, у регіоні Кампанія,  метрополійне місто Неаполь.
Казальнуово-ді-Наполі розташоване на відстані близько 190 км на південний схід від Рима, 13 км на північний схід від Неаполя.
Населення — 50 046 осіб (2014).
Щорічний фестиваль відбувається 25 липня. Покровитель — San Giacomo.

## Демографія
Населення за роками:

Станом на 1 січня 2023 року в муніципалітеті офіційно проживало 756 іноземців з 54 країн, серед них 131 громадянин країн Євросоюзу та 190 громадян України.

## Сусідні муніципалітети
- Ачерра
- Афрагола
- Казорія
- Поллена-Троккія
- Помільяно-д'Арко
- Сант'Анастазія
- Волла